# Tanztee

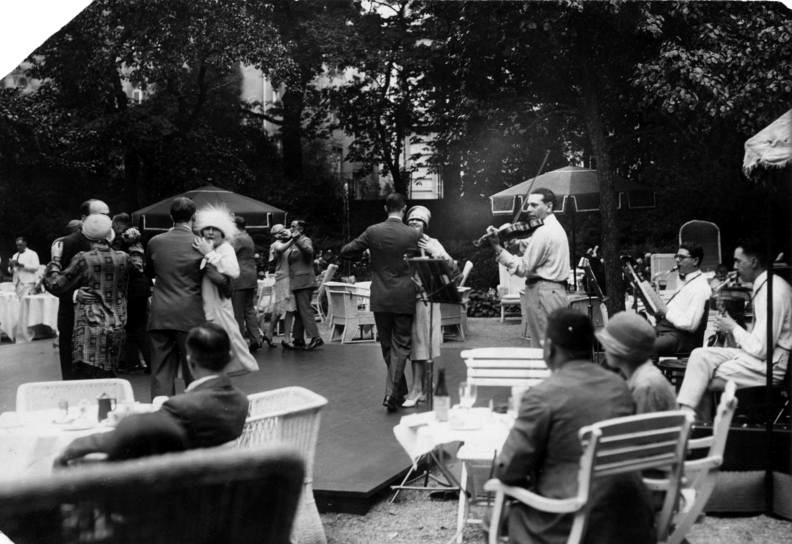
Tanztee mit Jazzband im Berliner Hotel Esplanade (1926)

Ein Tanztee, auch kleiner Hausball genannt, ist eine öffentliche gesellschaftliche Tanzveranstaltung.
In England wurde der Tea dance oder Thé dansant Anfang des 19. Jahrhunderts eingeführt, und zwar als private nachmittägliche Gesellschaft. Er begann üblicherweise um 20 Uhr und endete gegen 23 Uhr. Es wurde getanzt und nach dem ersten Tanz Tee und Appetithäppchen gereicht. Der Tanztee war eine zwanglose Möglichkeit für junge Leute, Gleichaltrige des anderen Geschlechts kennenzulernen. In England war der Tanztee bis in die 1940er Jahre populär.
Einen gesellschaftlichen Höhepunkt hatte der Tanztee in den 1920er Jahren in den westlichen Teehäusern mit Tangomusik. In der Folgezeit wurde die Cocktailparty populär und trat zunehmend an die Stelle des Teenachmittags.
Oft findet der Tanztee am Sonntagnachmittag zur Tea Time (im Tanzverein, Bürgerhaus, Diskothek, Tanzschule) mit Tee, Kaffee und Kuchen und einem Alleinunterhalter statt.
Es werden auch andere Tanzveranstaltungen in Tanzvereinen oder Tanzschulen Tanztee genannt, sofern es sich nicht um freies Training oder ein Turnier handelt. Besonders in Tanzschulen werden die Veranstaltungen zum Wiederholen des Gelernten genutzt. In Diskotheken ist es selten möglich, Gesellschaftstänze zu üben.